# La Ruinette
La Ruinette är ett berg i Schweiz.   Det ligger i distriktet Entremont och kantonen Valais, i den södra delen av landet, 110 km söder om huvudstaden Bern. Toppen på La Ruinette är 3 875 meter över havet, eller 934 meter över den omgivande terrängen. Bredden vid basen är 21,5 km.
Terrängen runt La Ruinette är huvudsakligen bergig. Runt La Ruinette är det ganska glesbefolkat, med 23 invånare per kvadratkilometer.. Närmaste större samhälle är Bagnes, 18,3 km nordväst om La Ruinette. 
Trakten runt La Ruinette är permanent täckt av is och snö.